# Политий поливальник (фільм)
«Политий поливальник» (фр. L'Arroseur arrosé, або фр. Le Jardinier, 1895) — перша у світі короткометражна постановочна комедія, один з перших фільмів, знятих братами Люм'єр.

## Сюжет
Садівник поливає рослини зі шланга. Хлопчик непомітно для садівника наступає на шланг і вода перестає текти. Садівник здивовано заглядає в наконечник, хлопчик звільняє шланг і вода під тиском вдаряє садівнику в обличчя. Він упускає шланг і кидається за хуліганом.

## Цікаві факти
- Садівника зіграв Франсуа Клер, садівник маєтку Люм'єрів в Ла-Сьйота, а малолітнього хулігана — син одного з слуг Бенуа Дюваль.
- Фільм був включений в програму першого платного кіносеансу з десяти фільмів в Парижі в підвалі «Гран-кафе» на бульварі Капуцинок 28 грудня 1895 року.
- Фільм показувався і під час сінематографічних сеансів у Росії, про що збереглися свідчення преси:

|  | В театрі «Ермітаж» продовжився показ картин коронаційних святкувань в Москві, а також кінострічки про приїзд французького президента Ф. Фора до Петербурга, жанрових картинок «Купання в морі», «Ломка стіни», «Поливка саду» тощо. «Новости дня», 1896, 28 липня. |

- Короткометражні фільми з цим же сюжетом неодноразово знімалися багатьма ентузіастами перших років існування кіно, наприклад, фільм «Поливальник» (фр. L'Arroseur) був знятий в 1896 року Мельєсом.
- Фрагменти з цього фільму увійшли в радянський фільм «Людина з бульвару Капуцинів», в якому іронічно відображена історія раннього кінематографа.